# 페란 올리베야
페란 올리베야 폰스(스페인어: Ferran Olivella Pons, 1936년 6월 22일~2023년 5월 14일)는 스페인의 전 축구 선수로, 현역 시절 수비수로 활약하였다.

## 클럽 경력
카탈루냐 지방 바르셀로나 출신인 올리베야는 17세의 나이로 바르셀로나의 유소년부에 합류했다. 그는 세군다 디비시온에 속한 인근의 에스파냐 인두스트리알에서 성인 무대 신고식을 치르고 1956년에 캄 노우로 복귀했다.
그는 바르셀로나 소속으로 509번의 공식 경기에 출전하여 12번 골망을 흔들었다. 그는 1958-59 시즌과 1959-60 시즌에 연달아 라 리가 우승을 거두었고, 프로 무대에 리그에서 넣은 처음이자 마지막 골은 1960년 2월 14일, 8-0 낙승을 거둔 라스 팔마스와의 안방 경기였다.

## 국가대표팀 경력
올리베야는 8년 동안 스페인 국가대표팀 경기에 18번 출전하였다. 그의 첫 국가대표팀 경기는 1957년 3월 31일, 5-0으로 이긴 벨기에와의 친선경기였다.
올리베야는 우승을 거둔 1964년 유러피언 네이션스컵에서 스페인 국가대표 선수단의 주장이었다. 그는 잉글랜드에서 열린 1966년 FIFA 월드컵에도 참가하였지만, 한 경기에도 출전하지 못하였고, 스페인은 조별 리그에서 탈락했다.

## 수상

### 클럽
바르셀로나
- 라리가: 1958–59, 1959–60
- 코파 델 헤네랄리시모: 1956–57, 1958–59, 1962–63, 1967–68
- 인터시티 페어스컵: 1955–58, 1958–60, 1965–66

### 국가대표팀
스페인
- UEFA 유럽 축구 선수권 대회: 1964

스페인 U-18
- UEFA U-18 축구 선수권 대회: 1954